# Les Aventures des Pocket Dragons
 (septembre 2012).
Si vous disposez d'ouvrages ou d'articles de référence ou si vous connaissez des sites web de qualité traitant du thème abordé ici, merci de compléter l'article en donnant les références utiles à sa vérifiabilité et en les liant à la section « Notes et références ».
Les Aventures des Pocket Dragons (Pocket Dragon Adventures) est une série télévisée d'animation en coproduction États-Unis, Canada et Australie en 104 épisodes de 11 minutes, produite par D'Ocon Films, réalisée par Kurt Weldon et diffusée aux États-Unis du 15 mars 1998 au 1999 en syndication.
En France, la série a été diffusée à partir du 1er avril 1998 sur France 3 dans l'émission Les Zamikeums, puis rediffusée depuis le 2 juillet 2012 sur France 5 dans Zouzous.

## Synopsis
Un monde qui mêle les humains, les elfes, les gnomes et les dragons à une époque moyenâgeuse. Tel est l'univers où vivent les Pocket Dragons. Des dragons de toute petite taille, incapables de cracher du feu ou de voler et qui ne mangent que des biscuits.
Vivant chez le Magicien, un vieil homme très attaché à eux, dans un château rempli de vieux livres et de potions magiques, ils ont de nombreux amis dont Sir Nigel, un sage dragon qui vit retiré dans la forêt, et la Princesse Betty Bye Belle qui s'occupe de la bibliothèque du village. Le meneur de la bande est Filbert (au bandana rouge), Zoom-Zoom est celui qui rêve de pouvoir voler, Pensatout a toujours le nez plongé dans ses livres, Scribouille est le dessinateur/inventeur de machines, Polochon ne pense qu'à dormir et s'évanouit dès qu'il a peur et Pocki est le tout petit de la bande.
Nos six héros vivent des aventures extraordinaires où l'amitié, la bonne humeur, la ruse et parfois même la magie permettent toujours de venir à bout des situations les plus embarrassantes... ou presque !

## Fiche technique
- Titre original : Pocket Dragon Adventures
- Titre : Les Aventures des Pocket Dragons
- Création : Real Musgrave
- Réalisation : Antoni D'Ocon et Kurt Weldon
- Scénario : Marv Wolfman et Craig Miller
- Décors : Miguel Ibañez
- Montage : Xavier Zapata
- Musique : Matt McGuire
- Production : Antoni D'Ocon, Kurt Weldon, Andy Heyward, Craig Miller et Marv Wolfman
- Sociétés de production : D'Ocon Films Productions, Bohbot Entertainment et DIC
- Pays d'origine :  États-Unis,  Canada

## Distribution

### Voix originales
- Ian James Corlett : Filbert
- Jason Gray-Stanford : Zoom-Zoom
- Samuel Vincent : Pensatout (Specs)
- Kathleen Barr : Scribouille (Scribbles)
- Tabitha St. Germain : Pocki (Binky)
- Venus Terzo puis Terry Klassen : Polochon (Cuddles)
- Christopher Gaze : Le sorcier
- Robert O. Smith : Sparkles
- Saffron Henderson : Princesse Betty Bye Belle (Princess Betty Bye Bell)

### Voix Françaises
- Thierry Bourdon : Filbert
- Patricia Legrand : Pensatout
- Marine Boiron : Scribouille
- Marie-Charlotte Leclaire : Pocki, Zoom-Zoom
- Céline Monsarrat : Princesse Betty Bye Belle
- Benoît Allemane : Sire Nigel
- Philippe Dumat : Sorcier Schmaz
- Jacques Ciron : Sir Kenneth
- Eric Metayer : Norman
- Pascal Renwick : Okabook le troll

## Épisodes

### Première saison
1. Le jour du chevalier
2. Le souhait de Zoom-Zoom
3. L'art de la magie
4. Si tu souhaites faire un vœu...
5. Woutidou
6. Dans tes rêves
7. L'heure de la musique
8. Le mal de mer
9. Les Pocket Dragons contre la soucoupe volante
10. Les chasseurs de licorne
11. Travail de neige
12. À la porte !
13. Mascarade

### Deuxième saison
1. Le retour de Shma-Iz
2. Une princesse pour deux
3. La malice avec le calice
4. L'armure magique
5. Cra cra ville
6. Les rats pirates
7. La fête de la lune noire
8. Le Zazzix
9. Sorbet de sorcier
10. Le joyau de Walter
11. Le permis de magicien
12. Les lutins
13. La ballade de Polochon le brave
14. Monsieur Ronce
15. Dragon vole
16. Le duc astromage
17. La foire
18. Méfiez-vous du loup-garou
19. La sorcière Mildred
20. Pocki veut grandir
21. Aventures et collerettes
22. Pocki, princesse guerrière
23. Kung fu !
24. Bouchons en tous genres
25. Le pays des dragons
26. Piégez-le avec des fleurs
27. Pocki jardinier
28. L'insoutenable légèreté de Zoom-Zoom
29. Livres baladeurs
30. La vie en rose
31. Grosso modo ? Il est quasi midi
32. L'amoureux transi
33. La fête de la lumière
34. Les lapins de poussière
35. Il y a un hic
36. Sans l'ombre d'un dragon
37. Encore un coup de Trafalgar !
38. Le merveilleux cake aux fruits
39. Les bonnes manières

## Production
Les Aventures des Pocket Dragons est inspiré de la série de figurines créée par Real Musgrave en juin 1989.
La série a été développée par Craig Miller et Marv Wolfman qui produisent la série et écrivent plus de 40% des épisodes de la série.
Les Aventures des Pocket Dragons est également la première série d'animation à signer un contrat avec la Writers Guild of America.